# 안창남 비행사
《안창남 비행사》는 한국에서 제작된 노필 감독의 1949년 드라마 영화이다. 윤봉춘 등이 주연으로 출연하였고 김정화 등이 제작에 참여하였다.

## 출연

### 주연
- 윤봉춘
- 박순봉

## 기타
- 조명: 김성춘
- 녹음: 최칠복